# SkyWay

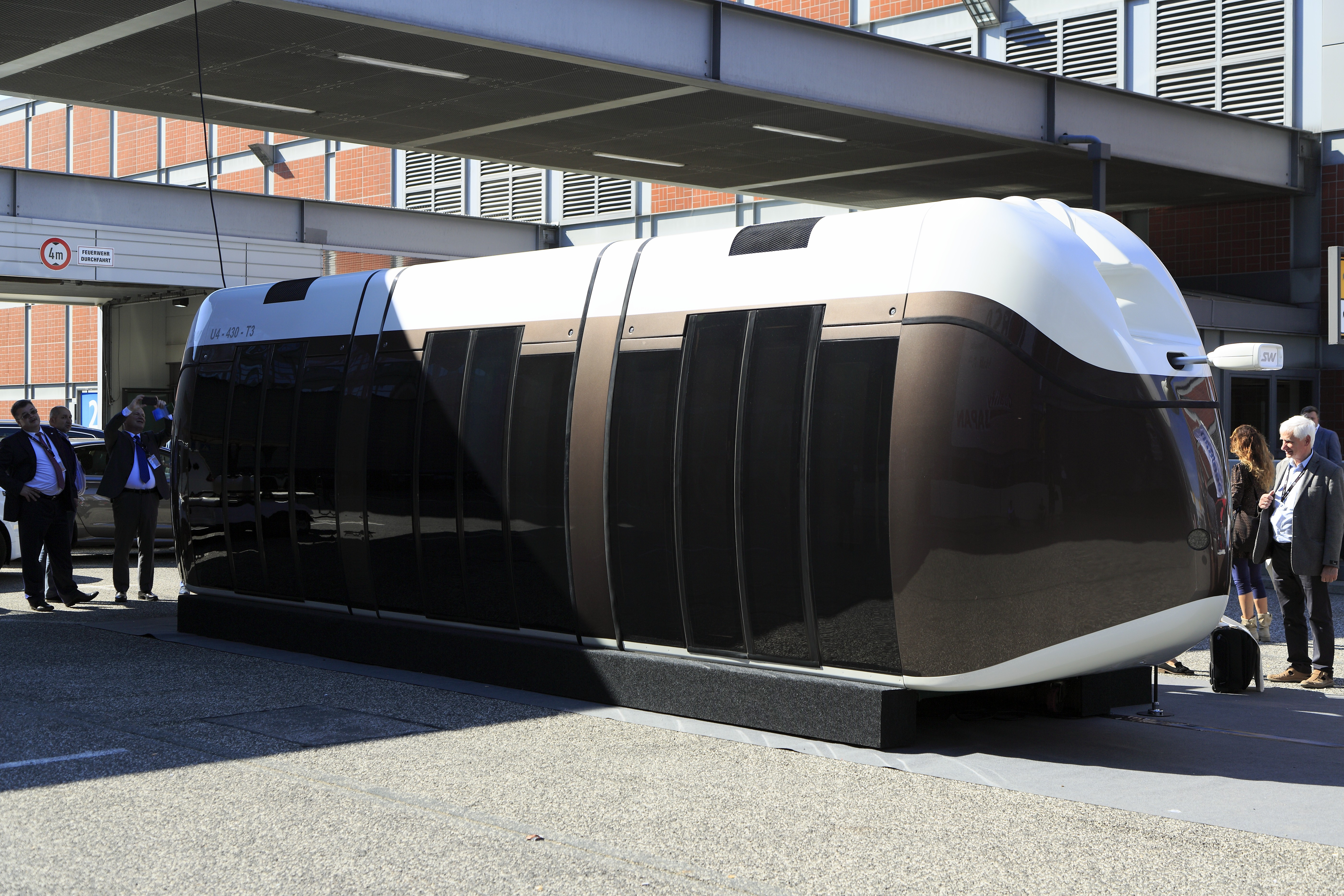

SkyWay ist eine Unternehmensgruppe, die sich mit der Entwicklung und Aufbau neuartiger Hängebahnen beschäftigt. Die Technik steckt noch in der Entwicklung, das Unternehmen befindet sich in der Finanzierungsphase. Die belgische Finanzaufsichtsbehörde FSMA warnt, dass SkyWay Charakteristiken eines Schneeballsystems zeigt. Die Bundesanstalt für Finanzdienstleistungsaufsicht hat SkyWay das Anbieten von Unternehmensbeteiligungen in Deutschland untersagt.

## Tätigkeit
Die SkyWay-Technologie wird als „Seil-Verkehr“ bezeichnet: Fahrerlose Fahrzeuge werden auf schnurlosen Gleisen bewegt, die zwischen Betonstützen über dem Boden angehängt werden. Die „Seile“ sind gespannte Stahldrähte mit einer Betonumkleidung. Die SkyWay-Technologie soll als neuartiges Leichthochbahn-Verkehrssystem auf den Markt gebracht werden.
SkyWay wurde für die Personen- und Güterbeförderung entwickelt. Unitsky behauptet, dass seine Fahrzeuge eine Geschwindigkeit von bis zu 500 km/h entwickeln können und 20 Prozent günstiger als eine gewöhnliche U-Bahn sind. Die Technologie gewährleiste eine minimale Emission von Gas und Partikeln. SkyWay behauptet, dass seine Fahrzeuge in 2-Sekunden-Intervallen sicher verkehren können, was Passagierströme von bis zu 50.000 Personen pro Stunde ermögliche.
SkyWay führt Vertragsverhandlungen mit Regionen und Einrichtungen in der Slowakei, in Indonesien, in Italien und in den Vereinigten Arabischen Emiraten.

## Geschichte
Anatoli Unitsky ist der Erfinder der SkyWay-Technologie sowie Gründer, Direktor und Hauptaktionär der SkyWay-Unternehmensgruppe. Er entwickelte 1980 die Technologie als Passagier- und Güterkapselsystem des Seilbahnverkehrs.
2001 wurde ein Prototyp der SkyWay-Bahn im russischen Dorf Ozyory im Oblast Moskau gebaut. Dort wurde die zulässige Tragfähigkeit der Bahn mit einem Lastkraftwagen mit Eisenrädern geprüft. Diese Baustelle wurde später abgebaut.
Im Oktober 2015 begann SkyWay mit dem Bau des Prüfgeländes EcoTechnoPark in Marjina Horka (ca. 70 km von Minsk entfernt), wo die SkyWay-Technologie demonstriert werden sollte. In einem Werbevideo aus dem Jahr 2017 wird von SkyWay behauptet, ein Prototyp hätte eine Geschwindigkeit von 102 km/h erzielt. Auf dem Eco-Fest im August 2018 wurden dort drei Prototypen gezeigt: eine Bahn mit einer Passagierkapazität von 48 Personen, eine vierzehnsitzige und eine sechsitzige Bahn.

## Marketing
Neben den Demonstrationsmodellen im EcoTechnoPark in Belarus stellte das Unternehmen seine Technologien auf Ausstellungen wie dem dritten Kongress und der internationalen Ausstellung Transport in Singapur SITCE vor.
SkyWay sucht nach potenziellen Investoren auf der ganzen Welt. Nachdem der Firma in mehreren Ländern der Verkauf von Aktien untersagt wurde, nutzt das Unternehmen verstärkt Wege mit niedrigeren Genehmigungsschwellen wie Crowdfunding, Telefonverkauf, Telemarketing und Netzwerk-Marketing.

## Kritik
Kritiker zweifeln die Seriosität des Unternehmens an. Angekündigte Projekte seien nie realisiert worden. Bei der als innovativ präsentierten Magnetschwebebahn handele es sich in Wahrheit um eine auf Seilen gezogene Monorail-Bahn.
2019 hat die Bundesanstalt für Finanzdienstleistungsaufsicht das öffentliche Angebot der Vermögensanlage in Deutschland untersagt, da die Sky Way Capital Inc. keine Pflichtangaben nach dem Vermögensanlagengesetz veröffentlicht hat. Die Finanzbehörden weiterer Länder haben Anleger vor dem Kauf von Aktien der Firma gewarnt und teilweise für illegal erklärt.